# Гьоктюрки
Гьоктюрките (или коктюрки, „небесни тюрки“) (старотюркски: Kök Türk), наричани и тюркюти или само тюрки, са народност, първоначално обитавала Алтай, създала в средата на 6 век Тюркския хаганат под ръководството на Бумин хан. Елитът на гьоктюрките води началото си от няколко рода, включително ханската династия Ашина, които произлизат от южните хунну и се преселват в Алтай от Цинхай. Коктюрките, известни още като тюркюти (нарочно въведен ретроним, за разграничаване от тюрките по принцип) не са първите исторически възникнали тюрки. Родът Ашина е владетелската династия на Тюркския хаганат на гоктюрките. Те стават известни в началото на 6 век, когато водачът им Бумън каган се разбунтува срещу Жоужан. След смъртта на Бумън през 552 г., неговите наследници Мукан каган и Истеми хан продължават династията. Според редица изследователи родът-основател Ашина има ирански произход и произхожда от древните тохарските племена на усуните.